# Brachycythara multicincta
Brachycythara multicincta é uma espécie de gastrópode do gênero Brachycythara, pertencente a família Mangeliidae.